# Partito del Popolo per la Ricostruzione e la Democrazia
Il Partito del Popolo per la Ricostruzione e la Democrazia (in francese Parti du Peuple pour la Reconstruction et la Démocratie, PPRD) è un partito politico congolese fondato nel 2002.
Il partito è stato fondato da Joseph Kabila, Capo dello Stato dal 2006, riconfermato nel 2011.
Nelle elezioni generali del 2006, il PPRD vinse 111 seggi su 500 nella camera bassa del parlamento e divenne il partito più grande in parlamento. Le elezioni generali del 2006 furono le prime elezioni libere dagli anni '60.  Il 27 novembre 2006, il candidato presidenziale sostenuto dal PPRD, Joseph Kabila, fu dichiarato vincitore delle elezioni presidenziali del 2006 dalla Corte Suprema di Giustizia. Nelle elezioni del Senato del 19 gennaio 2007 , il partito vinse 22 seggi su 108.
Il partito era la componente principale dell'Alleanza della Maggioranza Presidenziale , che costituiva il blocco di maggioranza nell'Assemblea Nazionale durante la presidenza di Joseph Kabila.
In occasione delle elezioni generali del 2011, la formazione ha ottenuto 63 seggi su 500 all'Assemblea nazionale e 22 seggi su 108 nel Senato. Il PPRD perse quasi la metà dei suoi seggi nella camera bassa del parlamento. Tuttavia, il PPRD mantenne la sua posizione di partito più grande in parlamento.